# Покровський район (Кривий Ріг)

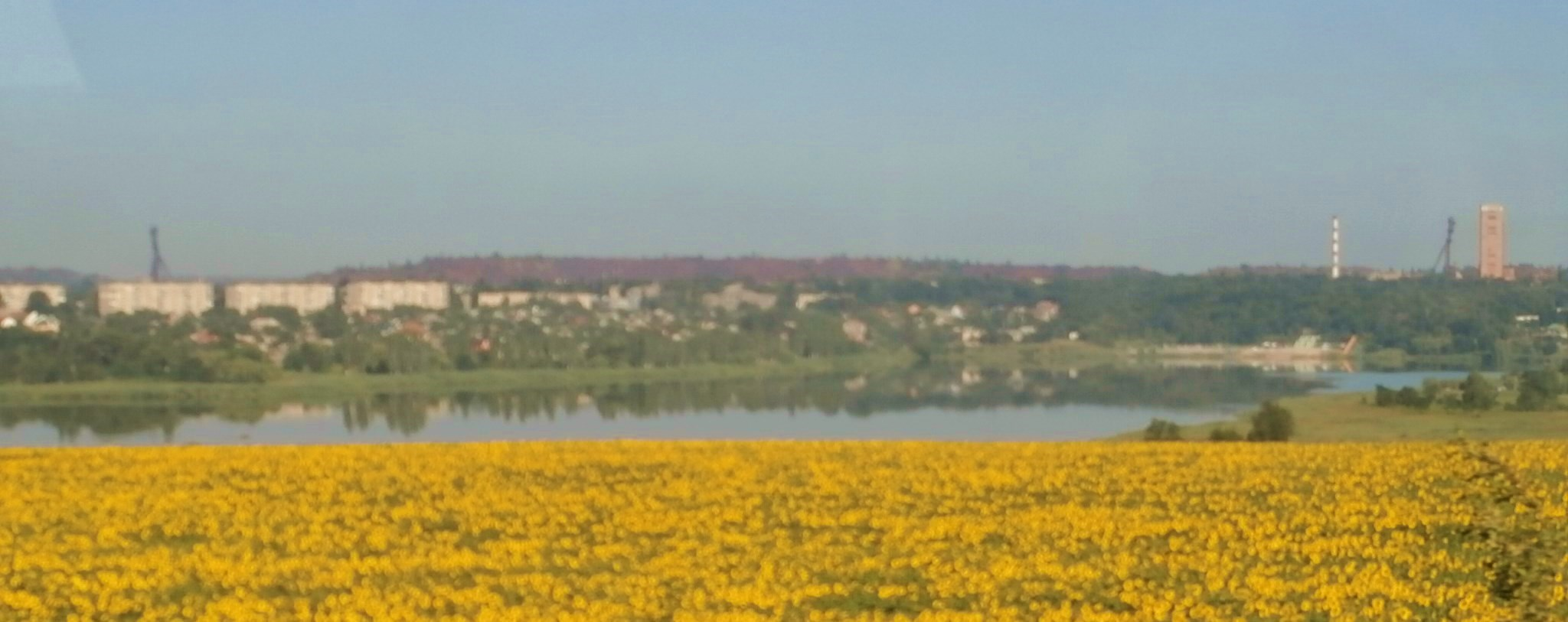
Річка Саксагань у Покровському районі

Покровський район — адміністративний район міста Кривий Ріг у північній частині міста вздовж річки Саксагань. Серед інших районів міста він найбільший за площею — близько 6 тис. га, з чисельністю населення понад 126 тис. чол. У районі 271 вулиця загальною протяжністю 527 км, з них 192 — вулиці приватного сектора.

## Історія
Покровський район (до 2016 — Жовтневий), створений в 1936 році, є одним з найстаріших районів міста, на території якого розпочато освоєння Криворізького залізорудного басейну.

### Мовний склад
Рідна мова населення за даними перепису 2001 року:
| Мова       | Чисельність, осіб | Доля     |
| ---------- | ----------------- | -------- |
| Українська | 102 933           | 71,94 %  |
| Російська  | 37 465            | 26,18 %  |
| Інше       | 2 693             | 1,88 %   |
| Разом      | 143 091           | 100,00 % |

## Житлові масиви
Житлові масиви мають умовні неофіційні назви, які склались історично у повсякденному спілкуванні криворіжців. Вони походять або від нумерації кварталів міста, або від назв однієї з вулиць, або назви підприємства, або назви місцевості. Серед них: 44 квартал, Суха Балка, 129 квартал, Ставки, 20 квартал, Зарічний, Фрунзе, Вечірній Кут, КРЕС, Дубова Балка, Дубки, Червоний Гірник, Тельмана, Соколовка, Комінтерн, Олександрівське, Бажанове, Індустріальний, Піонер, Більшовик

## Головні вулиці
- вулиця Корнія Речмидила;
- вулиця Січеславська;
- вулиця Едуарда Фукса;
- вулиця Федора Караманиць;
- вулиця Романа Шухевича.

## Визначні об'єкти
- Пам'ятники:
  - Пам'ятник загиблим шахтарям;
  - Братська могила 867 воїнів та пам’ятник воїнам визволителям
  - Пам’ятний знак на честь 50-річчя пуску ТЕЦ
  - Пам’ятний знак на честь видобутку 150 млн. тон руди
  - Пам’ятник воїнам спецзагону, які врятували греблю Криворізької електростанції від вибуху
- Історичні об'єкти
  - кургани: курган (охоронний № 7803, курган № 7804).
- Будівли та споруди
  - стадіон «Жовтневий»
  - Кресівське водосховище

## Економіка
На території райони розташоване управління ПАТ Євраз Суха Балка, ПАТ Центральний ГЗК та Криворізький залізорудний комбінат, комнунальне підприємство «Криворіжкнига» Криворізької міської ради.
Шахти:
- «Покровська»;
- «Ювілейна»;
- імені Фрунзе.

## Транспорт

### Залізничні станції
- Вечірній Кут

## Персоналії

### Герої Соціалістичної Праці
- Артамонов Володимир Олександрович;
- Бакунець Іван Арсентійович[ru];
- Вівчаренко Клавдія Олександрівна;
- Гіль Павло Євстахійович;
- Жмайло Андрій Павлович;
- Іванов Василь Григорович[ru];
- Колпаков Валентин Олексійович[ru];
- Костенко Віталій Олексійович

### Учасники російсько-української війни
- Майборода Денис Анатолійович (1980—2017) — сержант Збройних сил України, розвідник, учасник російсько-української війни.
- Маленко Олександр Андрійович (1984—2017) — солдат Збройних сил України, учасник російсько-української війни.